# Quién soy yo
Quién soy yo era un concurso televisivo chileno, emitido entre 1967 y 1970 por Canal 13 y entre 1970 y 1979 por TVN. Su presentador era Enrique Bravo Menadier, y poseía un panel de cuatro destacadas personalidades, las cuales participaban en los diversos juegos realizados. El programa se grababa en los estudios de Protab.
Entre las personalidades que estuvieron en el panel de Quién soy yo se encuentran el humorista Jorge Romero (también conocido como "Firulete", participó de las versiones de Canal 13 y TVN), la escritora Marta Blanco, la actriz Liliana Ross y el sacerdote Alfredo Ruiz-Tagle. Fue emitido por Canal 13 los días sábado a las 21:00 desde el 10 de junio de 1967 hasta el 21 de marzo de 1970, siendo reemplazado a partir del 4 de abril por el concurso Alcance las estrellas. Desde el 11 de abril de 1970 fue emitido por TVN hasta el 27 de febrero de 1971, siendo retomado en 1978 y 1979.

## Formato
El programa tenía sus bases en los programas de concursos estadounidenses To Tell The Truth y What's My Line?, extrayendo de ellos la mayoría de los juegos implicados en el programa.
En uno de los juegos, basado en To Tell The Truth, el panel de celebridades debía identificar correctamente, de entre 3 personas, quién era la correcta. Para resolver este juego, Enrique Bravo decía la frase: "(nombre de la persona)... ¿Quién es realmente usted?".
Otro juego, basado en What's My Line?, implicaba adivinar correctamente la profesión del concursante mediante las preguntas que realizara el panel. Cada vez que el participante respondía "no" ganaba una determinada cantidad de dinero. Asimismo, también se realizaba un juego similar en donde el panel (con los ojos vendados) debía adivinar quién era la celebridad que concursaba.